# Aranatha (tirthankara)

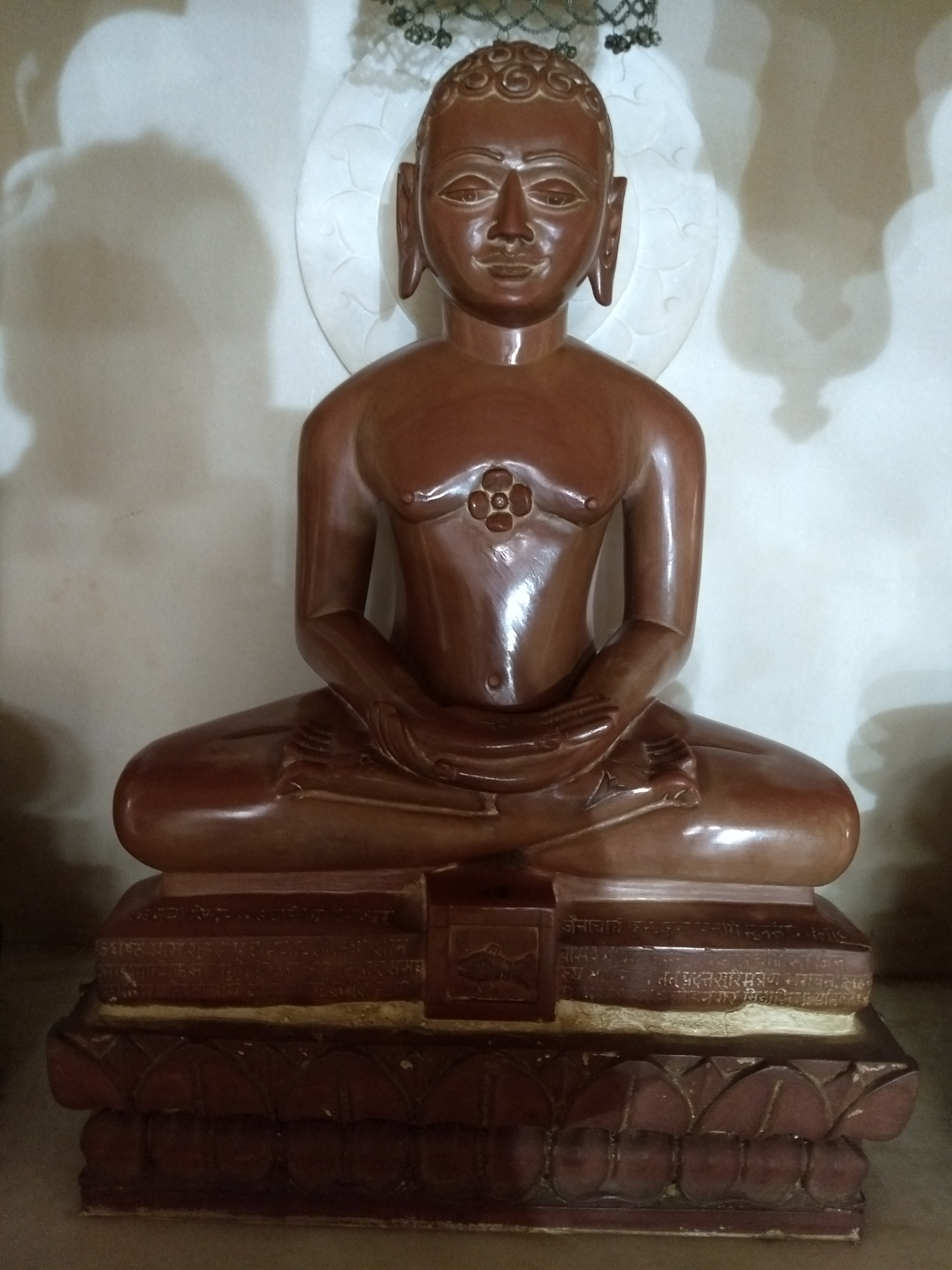
Estatua de Aranath en Anwa, Rajastán.

Aranath fue el decimoctavo Tirthankara jainista del actual medio ciclo de tiempo (Avasarpini). Según las creencias jainistas, nació alrededor del 16.585.000 a. C. Se convirtió en un siddha, es decir, un alma liberada que ha destruido todos sus karmas. Aranath nació del rey Sudarshana y la reina Devi (Mitra) en Hastinapur en la dinastía Ikshvaku. Su fecha de nacimiento fue el décimo día del mes Migsar Krishna del calendario indio.